# Henry Grace
Henry Wooten Grace (* 20. März 1907 in Kern County, Kalifornien; † 16. September 1983 in Los Angeles, Kalifornien) war ein US-amerikanischer Ausstatter und Filmarchitekt, der einmal den Oscar für das beste Szenenbild gewann und weitere zwölfmal für diesen Oscar nominiert war.

## Leben
Grace begann seine Laufbahn als Art Director und Set Designer in der Filmwirtschaft Hollywoods 1934 bei dem Film Die lustige Witwe (1934) und wirkte im Laufe seiner bis 1970 dauernden Karriere an der szenischen Ausstattung von rund 200 Filmen und Fernsehserien mit.
Bei der Oscarverleihung 1956 erhielt er zusammen mit Cedric Gibbons, Randall Duell und Edwin B. Willis seine erste von zwölf Oscar-Nominierungen für das beste Szenenbild in dem Schwarzweißfilm Die Saat der Gewalt (1955) von Richard Brooks mit Glenn Ford, Anne Francis und Louis Calhern.
Seinen einzigen Oscar gewann Grace 1959 mit William A. Horning, E. Preston Ames und F. Keogh Gleason für Gigi (1958), einem von Vincente Minnelli inszenierten Musicalfilm mit Leslie Caron, Maurice Chevalier und Louis Jourdan.
Bei der Oscarverleihung 1960 wurde er mit William A. Horning, Robert F. Boyle, Merrill Pye und Frank R. McKelvy für das Szenenbild im Farbfilm Der unsichtbare Dritte (1959) von Alfred Hitchcock mit Cary Grant, Eva Marie Saint und James Mason nominiert. Eine weitere Oscarnominierung für das beste Szenenbild erhielt er Oscarverleihung 1961 mit George W. Davis, Addison Hehr, Hugh Hunt und Otto Siegel für den Farbfilm Cimarron (1960), einem von Anthony Mann inszenierten Western mit Glenn Ford, Maria Schell und Anne Baxter.
Wegen seiner außergewöhnlichen großen Ähnlichkeit mit General Dwight D. Eisenhower hatte Grace 1962 in dem Kriegsfilm Der längste Tag einen Gastauftritt in der Rolle des späteren US-Präsidenten.
Bei der Oscarverleihung 1963 war Grace gleich dreimal nominiert: Zum einen mit George W. Davis, Edward C. Carfagno und Richard Pefferle für den Farbfilm Die Wunderwelt der Gebrüder Grimm (1962) von Henry Levin und George Pal mit Laurence Harvey, Karlheinz Böhm und Claire Bloom, zum anderen mit Davis, Hugh Hunt und J. McMillan Johnson für den Farbfilm Meuterei auf der Bounty (1962) von Regisseur Lewis Milestone mit Marlon Brando, Trevor Howard und Richard Harris sowie drittens mit Davis, Carfagno und Pfefferle für den Schwarzweißfilm Zeit der Anpassung (Period of Adjustment, 1962) von George Roy Hill mit den Hauptdarstellern Anthony Franciosa, Jane Fonda und Jim Hutton.
Zwei weitere Oscar-Nominierung für das beste Szenenbild bekam er 1964: Einerseits mit Davis, Hehr, William Ferrari, Don Greenwood Jr. und Jack Mills für den Farbfilm Das war der Wilde Westen (1962), einer Gemeinschaftsregiearbeit von John Ford, Henry Hathaway, George Marshall und Richard Thorpe mit James Stewart, John Wayne und Gregory Peck sowie einem weiteren Staraufgebot, andererseits mit Davis, Hunt und Paul Groesse für den Schwarzweißfilm Rufmord (1963) von Boris Sagal mit Richard Chamberlain, Nick Adams sowie Claude Rains in den Hauptrollen.
Ebenfalls zwei Mal war Grace bei der Oscarverleihung 1965 nominiert und zwar erstens mit Davis, Ames und Hunt für den Farbfilm Goldgräber-Molly (1964), einer Musicalverfilmung von Charles Walters mit Debbie Reynolds, Harve Presnell und Ed Begley sowie zweitens mit Davis, Hans O. Peters, Elliot Scott und Robert R. Benton für den Schwarzweißfilm Nur für Offiziere (1964) von Arthur Hiller mit den Hauptdarstellern James Garner, Julie Andrews und Melvyn Douglas. 1966 wurde er mit Davis, Urie McCleary und Charles S. Thompson für den Oscar für das beste Szenenbild in dem Schwarzweißfilm Träumende Lippen (1965) von Guy Green mit Sidney Poitier, Shelly Winters und Elizabeth Hartman in den Hauptrollen.
Seine zwölfte und letzte Oscar-Nominierung für das beste Szenenbild erhielt Grace schließlich zusammen mit Davis, Groesse und Hunt bei der Oscarverleihung 1967 für den Schwarzweißfilm Gesicht ohne Namen (1966), einem von Delbert Mann inszenierten Filmdrama mit James Garner, Jean Simmons und Suzanne Pleshette.

## Filmografie (Auswahl)
- 1934: Die lustige Witwe (The Merry Widow)
- 1935: No More Ladies
- 1935: The Night Is Young
- 1946: Geheimnis des Herzens (The Secret Heart)
- 1947: Bezaubernde Lippen (This Time for Keeps)
- 1948: Dr. Johnsons Heimkehr (Homecoming)
- 1949: Ehekrieg (Adam’s Rib)
- 1949: Malaya
- 1949: Hoher Einsatz (Any Number Can Play)
- 1949: Spiel zu dritt (Take Me Out to the Ball Game)
- 1950: Wilde Jahre in Lawrenceville (The Happy Years)
- 1950: Mein Leben gehört mir (A Life of Her Own)
- 1954: Athena
- 1957: Land ohne Männer (Until They Sail)
- 1957: Der Schatz des Gehenkten (The Law and Jake Wade)
- 1958: König der Spaßmacher (Merry Andrew)
- 1959: Great Mansions
- 1959: Tarzan, der Herr des Urwaldes (Tarzan the Ape Man)
- 1959: Torpedo los! (Torpedo Run)
- 1960: Abenteuer am Mississippi (The Adventures of Huckleberry Finn)
- 1960: Cimarron
- 1961: Ada Dallas (Ada)
- 1961: Geh nackt in die Welt (Go Naked in the World)
- 1962: Zeit der Anpassung (Period of Adjustment)
- 1962: Sacramento (Ride The High Country)
- 1962: Ob blond – ob braun (It Happened at the World’s Fair)
- 1962: Der längste Tag (Als Darsteller von Dwight D. Eisenhower)
- 1962: Spiel mit mir (Billy Rose’s Jumbo)
- 1963: Männer – hart wie Eisen (The Hook)
- 1964: Mail Order Bride
- 1964: Rasch, bevor es schmilzt (Quick, Before It Melts)
- 1965: Guns of Diablo
- 1965: Goldfalle (The Money Trap)
- 1965: Krieg der Spione (One of Our Spies Is Missing)
- 1966: Dominique – Die singende Nonne (The Singing Nun)
- 1967: Mitternacht – Canale Grande (The Venetian Affair)
- 1967: The Love-Ins
- 1968: Harte Fäuste, heiße Lieder (Stay Away Joe)
- 1968: Liebling, lass das Lügen (Live a Little, Love a Little)
- 1970: The Phantom Tollbooth

## Auszeichnungen
- 1959: Oscar für das beste Szenenbild